# دبورا لین اسکات
دبورا لین اسکات (به انگلیسی: Deborah Lynn Scott) (زاده ۱۹۵۴) طراح صحنه و لباس آمریکایی است که بخاطر فیلم تایتانیک برنده جایزه اسکار بهترین طراحی لباس در سال ۱۹۹۷ شد.

## بخشی از فیلمشناسی در مقام طراح لباس
- تبدیل‌شوندگان: آخرین شوالیه (۲۰۱۷)
- ۱۳ ساعت: سربازان مخفی بنغازی (۲۰۱۶)
- آلوها (فیلم) (۲۰۱۵)
- قصبه را بلرزان (فیلم) (۲۰۱۵)
- مرد عنکبوتی شگفت‌انگیز ۲ (۲۰۱۴)
- ما باغ وحش خریدیم (۲۰۱۱)
- تبدیل‌شوندگان: نیمه تاریک ماه (۲۰۱۱)
- عشق و دیگر داروها (۲۰۱۰)
- آواتار (فیلم ۲۰۰۹) (۲۰۰۹)
- تبدیل‌شوندگان: انتقام فالن (۲۰۰۹)
- اختراع دروغ (۲۰۰۹)
- اسمارت را بگیر (فیلم) (۲۰۰۸)
- بر من حکمرانی کن (۲۰۰۷)
- سرافیم فالز (۲۰۰۷)
- تبدیل‌شوندگان (فیلم) (۲۰۰۷)
- شهر گمشده (فیلم) (۲۰۰۵)
- جزیره (فیلم ۲۰۰۵) (۲۰۰۵)
- در معرض خشم (۲۰۰۵)
- پسران بد ۲ (۲۰۰۳)
- گزارش اقلیت (فیلم) (۲۰۰۲)
- میهن‌پرست (فیلم ۲۰۰۰) (۲۰۰۰)
- غرب وحشی وحشی (۱۹۹۹)
- تایتانیک (فیلم ۱۹۹۷) (۱۹۹۷)
- مخمصه (فیلم ۱۹۹۵) (۱۹۹۵)
- سرخپوست در گنجه (۱۹۹۵)
- افسانه‌های خزان (۱۹۹۴)
- هوفا (۱۹۹۲)
- سخت‌تر شدن اوضاع (۱۹۹۲)
- درباره شب قبل (فیلم ۱۹۸۶) (۱۹۸۶)
- شهر آبی (۱۹۸۶)
- بازگشت به آینده (۱۹۸۵)
- آتشی در خیابان‌ها (۱۹۸۴)
- ئی.تی. موجود فرازمینی (۱۹۸۲)